# Обыкновенный лаврак
Не следует путать с американским лавраком
Обыкновенный лавра́к, или лаврак (лат. Dicentrarchus labrax), — вид лучепёрых рыб из семейства мороновых. Распространены в Атлантическом океане, встречаются в Средиземном и Чёрном морях. Держатся у берегов, молодые рыбы стаями, а крупные — поодиночке. Питаются ракообразными и моллюсками, реже рыбой. Максимальная длина тела — 1 м, масса — до 12 кг, живёт до 20 лет. Нерест порционный. Икра пелагическая.

## Таксономия и этимология названия
Обыкновенный лаврак впервые описан шведским естествоиспытателем Карлом Линнеем в классической монографии Systema naturae под латинским биноменом Perca labrax. В течение полутора столетий классифицировался под различными латинскими названиями и только в 1987 году был помещён в род Dicentrarchus под современным названием.
Родовое латинское название образовано от др.-греч. δύο — два, κέντρον — колючка и πρωκτός — анус, что отражает наличие колючих лучей в анальном плавнике.
В ресторанной и продуктовой сети лаврак известен под заимствованным из английского языка названием «сибас» (англ. sea bass).

## Описание

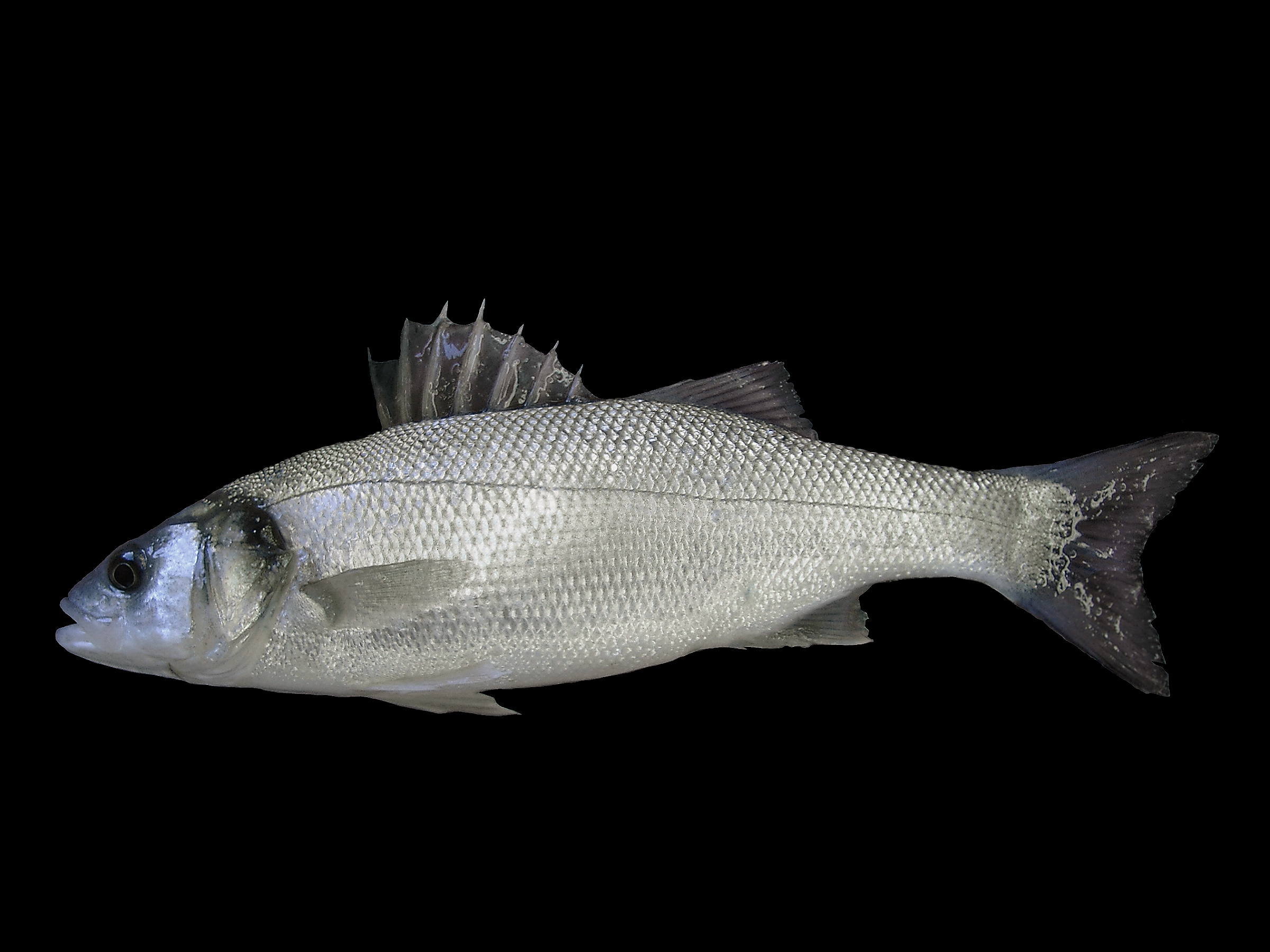
Лаврак

Тело вытянутое, несколько сжато с боков, покрыто крупной ктеноидной чешуёй. На затылке и межглазничном пространстве чешуя циклоидная. Высота тела меньше длины головы, укладывается 3,6—4,8 раза в стандартную длину тела. Голова конической формы, её длина укладывается 3—4 раза в стандартной длине тела. Диаметр глаза составляет около половины длины рыла и примерно в 7 раз меньше длины головы. Задний край верхней челюсти доходит до вертикали, проходящей через передний край глаза. Рот конечный, с многочисленными ворсинковидными зубами на обеих челюстях; на сошнике зубы расположены в форме полумесяца. Есть зубы на нёбе и языке. На языке зубы идут тремя параллельными полосами, одна полоса посередине и 2 по краям. гребней нет. Край предкрышки зазубрен. На нижнем крае предкрышки есть 4—6 крупных широко расставленных шипа, направленных вперёд и вниз. На первой жаберной дуге 7 жаберных тычинок на верхней части и 16—18 на нижней. Спинных плавника два, в первом спинном плавнике 8—9 колючих лучей, а во втором один колючий и 12—14 мягких лучей. В анальном плавнике 3 колючих и 10—13 мягких лучей. Хвостовой плавник с небольшой выемкой. Боковая линия с 62—74 чешуйками, доходит до основания хвостового плавника. В жаберной перепонке 7 лучей. Позвонков 25.
Тело серебристо-серого цвета, на спине с голубоватым оттенком; бока серебристые; брюхо и брюшные плавники иногда с желтоватым оттенком. У молоди несколько чёрных точек на верхней части тела, у взрослых особей пятен на теле нет. Между шипами на верхнем краю жаберной крышки есть расплывчатое чёрное пятно.
Максимальная длина тела — 103 см, обычно до 50 см.

## Биология
Морские пелагические рыбы. Обитают в прибрежных водах на глубине 10—100 м. Заходят в опреснённые воды и даже в устья рек. Эвригалинные рыбы, выдерживают солёность воды от 0 до 40 ‰. Нерестятся в открытых водах вдали от берега, образуют нерестовые скопления. Личинки переносятся течениями в эстуарии и закрытые бухты. Молодь постоянно обитает в эстуариях до достижения возраста 2—3 лет, затем откочёвывает дальше от берега, и взрослые особи могут совершать относительно протяжённые миграции. Неполовозрелые и взрослые особи мигрируют в более глубокие воды на зимовку и возвращаются к берегам в летние месяцы. Взрослые особи совершают ежегодные миграции между нагульными местообитаниям в прибрежье и местами нереста. Максимальная продолжительность жизни 20 лет; по другим данным — 30 лет.
Питаются ракообразными и моллюсками, реже рыбой.

### Размножение
В прибрежных водах Британских островов самцы обыкновенного лаврака впервые созревают при длине тела 32—36 см, а самки — при достижении длины более 42 см. В Средиземном море нерестятся с января по март, у берегов Британских островов — с марта до июня, а в Чёрном море — с января по июнь. Нерест порционный, один раз в год, за нерестовый сезон вымётывается 3—4 порции икры. Абсолютная плодовитость варьируется от 200 тысяч до 2,5 млн икринок, а относительная плодовитость в среднем составляет 200 тысяч икринок на кг массы тела самок. Абсолютная и относительная плодовитость возрастают по мере роста рыб. Икра пелагическая, диаметром 1,15—1,34 мм.

## Ареал
Распространены в восточной части Атлантического океана от Норвегии до Марокко и Сенегала, включая Канарские острова. Многочисленны в Средиземном и Мраморном морях. В Чёрном море редок, но обнаружен у берегов Крыма, Новороссийска, Геленджика, Батуми, Болгарии, Румынии, Турции и в Керченском проливе. Обнаружен в юго-восточной части Балтийского моря.

## Взаимодействие с человеком
Обыкновенный лаврак является ценной промысловой рыбой. Промысел ведётся донными тралами, закидными неводами и ярусами. Больше всех ловят Франция, Италия, Испания и Египет (в некоторых странах, например, в Великобритании и в Ирландии, промысел дикого лаврака ограничен). Реализуется в свежем виде.
| Год                            | 2005 | 2006 | 2007  | 2008  | 2009  | 2010  | 2011  | 2012 | 2013  | 2014  | 2015  | 2016 |
| Мировые уловы, тыс. т          | 9,5  | 11,1 | 10,6  | 7,6   | 9,9   | 10,85 | 9,8   | 9    | 9,6   | 8,4   | 6,4   | 5,75 |
| Продукция марикультуры, тыс. т | 95   | 98,2 | 104,5 | 115,5 | 112,5 | 134,3 | 137,3 | 146  | 146,8 | 155,4 | 163,1 | 191  |

Также популярный объект спортивной рыбалки.
Международный союз охраны природы присвоил этому виду охранный статус «Вызывающий наименьшие опасения». Украинскими биологами занесён в Красную книгу.
Бурно развивается товарное выращивание. Исторически товарное выращивание обыкновенного лаврака базировалось на экстенсивном методе культивирования в закрытых лагунах. На определённых участках лагуны устанавливались специальные барьеры из тростника, сетей или бетона, которые открывали с февраля по май для того, чтобы в лагуну зашла молодь, переносимая течениями с мест размножения лаврака в открытых водах. Затем барьеры закрывали и подращивали рыб до товарного размера 400—500 г в течение 37 месяцев. Общая продуктивность данного метода была невысокой и выход товарной продукции составлял 50—150 кг/га в год. К тому же, поскольку лаврак является хищником, приёмная ёмкость лагуны по кормовым ресурсам зачастую была довольно ограниченной.
В 1960-е годы во Франции и Италии начались разработки методов полноциклового товарного выращивания, и к концу 1970-х интенсивный метод культивирования лаврака был распространён уже во всех странах Средиземноморья. В специализированных хозяйствах содержится маточное стадо, получают икру от производителей, инкубируют её и подращивают молодь. Молодь массой 1,5—2,5 г продают в товарные хозяйства. До товарной навески рыб выращивают в морских сетчатых садках или береговых бассейнах с закачкой морской воды. Морские садки размещают или вблизи берега в лагунах и закрытых заливах и бухтах, или в открытом море. Товарную продукцию навеской 400 г получают за 18 месяцев.
Страны — крупнейшие производители товарного лаврака: Греция, Турция, Италия, Испания, Хорватия и Египет.
Обыкновенный лаврак стал первой морской рыбой (кроме лососевых), выращиваемой в коммерческих масштабах в Европе, и является важнейшим объектом морской аквакультуры в Средиземноморье. Объёмы товарного выращивания лаврака уже превышают мировые уловы в 33 раза.
Искусственно выращенный лаврак, поступающий на рынок, как правило, меньшего размера и существенно дешевле дикой рыбы.